# Ignazio Filì Astolfone
Ignazio Filì Astolfone, né à Bompietro le 9 juillet 1836, mort à Rome le 17 mars 1924, est un homme politique italien.
Il est député de 1879 à 1909, puis sénateur jusqu'à sa mort.

## Biographie
Fils de Domenico Filì et Rosa Astolfone, Ignazio Filì Astolfone est étudiant à la faculté de droit de l'université de Palerme et s'engage vigoureusement dans la Société patriotique des jeunes universitaires, qui prépare les révoltes de 1860, ce qui lui vaut la médaille de l'unité nationale.
Diplômé en 1857, il devient avocat puis entre dans la magistrature en 1861. Il est procureur général adjoint à la Cour d'appel de Trani (3 juillet 1879), puis à la Cour d'appel de Messine (20 juillet 1879) avant d'être nommé conseiller à la Cour de Cassation à Rome (30 mars 1899).
En parallèle, il publie des études juridiques.
Il est élu au conseil provincial de Girgenti, et vice-président.
Il entre à la chambre des députés en 1879, et siège parmi la gauche. Il est réélu jusqu'à sa démission en décembre 1908, pour devenir procureur général auprès de la cour d'appel de Florence jusqu'en décembre 1909.
Lors du procès pour le meurtre d'Emanuele Notarbartolo à Milan en 1899, il est accusé de proximité avec la mafia sicilienne.
Le 4 avril 1909, il est nommé sénateur du Royaume. Il siège dans le groupe des libéraux démocrates, puis dans l'Union démocratique.
Il siège à la Commission d'instruction de la Haute Cour de Justice (1912-1919) et à la commission des pétitions (1913-1920) qu'il préside de 1918 à 1919. Il est également commissaire pour l'administration du Fonds des cultes en 1912.

## Distinctions
- Chevalier (1877), Officier (1879), Commandeur (1881) Grand Officier (1889) et grand cordon de l'Ordre de la Couronne d'Italie
- Chevalier (1901) puis commandeur (1905) de l'Ordre des Saints-Maurice-et-Lazare.